# دئولا
دئولا (به انگلیسی: Deola) یک زیستگاه انسانی در هند است که در ناحیه ناشیک واقع شده‌است.